# Апамин
Апамин — октадекапептид, выделен из пчелиного яда, сильный нейротоксин.
Состоит из 18 аминокислот:10.1. Впервые выделен и очищен в 1965 г. Эрнстом Хаберманом.
Обладает нейротропными свойствами, центральное таковое его действие выражается в развитии длительного тремора.
Может проникать через гемато-энцефалический барьер:10.5.
Практически не имеет антигенных и аллергических свойств:10.1.
Возможно, это один из самых маленьких полипептидных нейротоксинов природного происхождения.
На подопытных животных было показано, что апамин повышает способность к обучению и улучшает память.
В пчелином яде
Составляет примерно 3 % от общего количества яда:10.1.
Отмечают, что вклад апамина, несмотря на его малое содержание в пчелином яде, в суммарную биологическую активность последнего сравним с действием мелиттина и других составляющих.